# Мелеуз
Мелеу́з (рос. Мелеуз, башк. Мәләүез) — місто, центр Мелеузівського району Башкортостану, Росія. Адміністративний центр та єдиний населений пункт Мелеузівського міського поселення.
Місто розташоване при впаданні річки Мелеуз в річку Біла, за 225 км від Уфи.
Населення — 61390 осіб (2010; 62949 в 2002).
| Рік  | Населення |
| ---- | --------- |
| 1939 | 9100      |
| 1959 | 17772     |
| 1967 | 24000     |
| 1970 | 24851     |
| 1979 | 38409     |
| 1989 | 53448     |
| 1992 | 56700     |
| 1996 | 61400     |
| 1998 | 62300     |
| 2000 | 62800     |
| 2001 | 62900     |
| 2002 | 62949     |
| 2003 | 62900     |
| 2005 | 62600     |
| 2006 | 62300     |
| 2007 | 62000     |
| 2008 | 61792     |
| 2009 | 61624     |
| 2010 | 61390     |
| 2012 | 62532     |
| 2013 | 62475     |
| 2014 | 59994     |
| 2015 | 59446     |

## Економіка
- завод мінеральних добрив
- завод залізобетонних конструкцій
- завод будматеріалів
- деревообробний комбінат
- цукровий завод
- молочно-консервний комбінат

## Відомі особистості
В поселенні народився:
- Гуреєв Сергій Миколайович (1918—2013) — радянський військовик.